# Christine de Rivoyre
Christine de Rivoyre (Tarbes, 29 novembre 1921 – Parigi, 3 gennaio 2019) è stata una scrittrice e giornalista francese.

## Biografia
Figlia di Francois Denis de Rivoyre e di Madeleine Ballande, studiò in una scuola cattolica e si laureò in letteratura alla Sorbona, proseguendo infine i suoi studi all'Università di Syracuse.
Scrisse articoli per Le Monde e fu editrice di Marie Claire. Il suo primo romanzo intitolato L'Alouette au miroir (1955) ricevette il Prix des Quatre Jurys. Alcuni dei suoi romanzi sono stati trasposti in opere cinematografiche, come La Mandarine (1957), Les Sultans (1964) e Le Petit matin (1968), grazie al quale si aggiudicò il Prix Interallié.
Ricevette inoltre il Prix Prince-Pierre-de-Monaco nel 1979 e il Grand Prix de littérature Paul Morand nel 1984 dall'Académie française per il suo lavoro.